# LRAC F1反坦克火箭筒
LRAC F1 （意為：89毫米F1型反坦克火箭彈發射器）是一款由法国武器製造商機械工業研究技術公司（Société technique de recherches en industries mécaniques）所設計、分別由圣艾蒂安國家武器製造廠與Luchaire SA生產發射器和火箭彈，並且在1970年代起由霍奇克斯-勃蘭特所銷售的可重新裝填型肩扛式反坦克火箭彈發射器。
它取代了在法國陸軍服役的89毫米M20A1「超級巴祖卡」。通過在發射器以上使用玻璃纖維和塑料，它在上彈時比M20A1輕便了2公斤，同時具有更長遠的有效射程。LRAC FI有時又被稱為STRIM 89毫米反坦克火箭彈發射器或是ACL-STRIM，源於1964年、法國國防部所簽約合同，用於研究M20A1「超級巴祖卡」的後繼型的對象、私人公司機械工業研究技術公司的縮寫。

## 歷史
1970年代早期，有兩具反坦克武器投入生產，供法國陸軍用來取代M20A1：分別是80毫米ACL-APX，裝有一枚火箭助推彈頭的无后座力炮和89毫米LRAC F1 STRIM火箭彈發射器。由於STRIM的反坦克彈藥的貫穿力比80毫米ACL-APX系統要高而且整體製造成本較其來得低，其設計獲選為M20A1的後繼型。
以後LRAC F1先是被APILAS（法軍命名為RAC 112）所取代，而後其後亦被AT4-CS所取代。

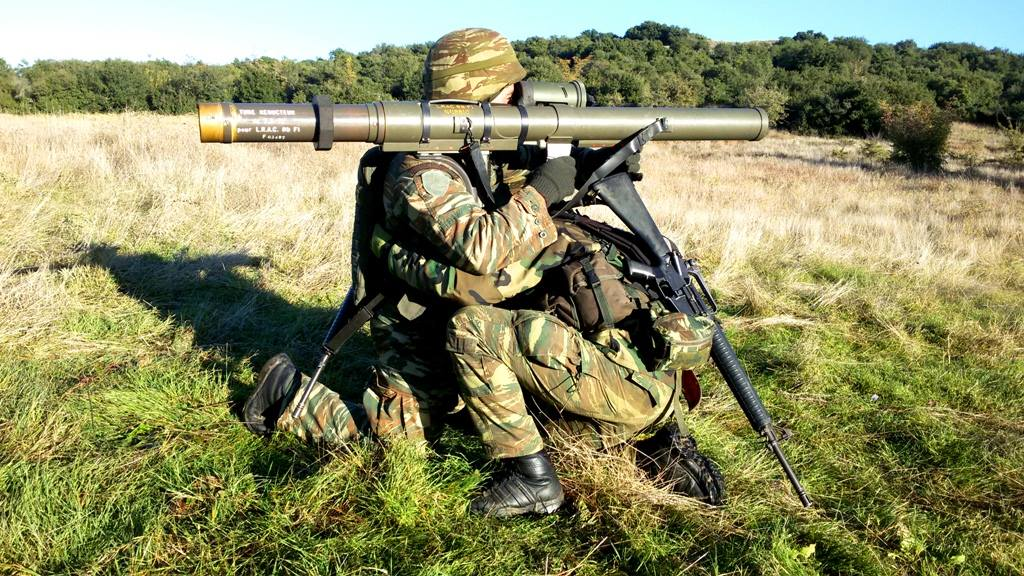
希臘特種部隊人員在訓練期間以LRAC F1瞄準。

## 操作方式
發射器通常由兩名人員，一名裝填手和一名炮手所操作。發射器是由火箭彈容器連接到發射器的後部以完成裝填。當裝上容器之時，亦會將電子點火电路連接起來。火箭彈容器長626毫米，重約3.2千克。在發射器的左側是3×APX M 309光学瞄準鏡，其在100到1,000米之間分級。發射器以上裝有肩托和左手前握把，兩者都可以調整以適應射手。右手手槍握把包含機械式保險開關和擊發機構。當解脫保險以後，扣動扳機之時，會產生電流、經電子點火电路引發火箭彈的發射。

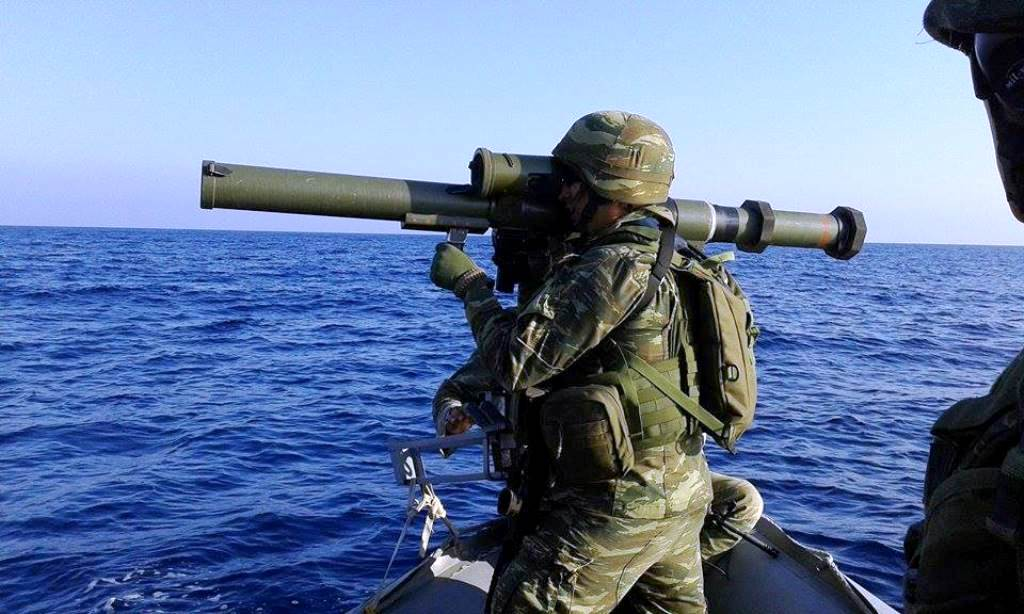
希臘特種部隊人員在兩棲演習期間以LRAC F1瞄準。

火箭彈容器以上、用以封閉點火電路的防水後塞需在發射以前移除掉，使得火箭彈得以發射。火箭彈是由大量長管狀推進劑竹匠推進，並且在燃燒時產生恆定壓力，以提供恆定的加速度。在火箭彈離開發射器以後，直到发动机自我燒毀以前，會以大約300米／秒的速度向前飛行。當火箭彈離開發射器的一刻，九片尾翼會從後方向後折疊。這些尾翼會在飛行途中為火箭彈提供穩定性。發射器系統設有兩道保險。第一道是位於火箭彈中部的鑽孔插銷，用於阻擋彈頭點火電路。在火箭彈離開發射管以後，鑽孔插銷脫落，並且解脫掉直到火箭彈離開發射器至少10公尺以前能夠防止爆炸的第二道保險裝置。火箭彈可在大約1.25秒以內達到330公尺的距離，或是在1.36秒內達到360公尺。
火箭彈本身重達2.2千克，裝有一顆直径達到89毫米的锥形装药彈頭。彈頭可在對装甲板的0度撞擊以下貫穿400毫米的裝甲或是1公尺的混凝土，並且能夠貫穿北約單層重型、雙層中型以至雙層重型標靶以後，仍然有著足以貫穿多塊厚達10毫米的钢板的能量。

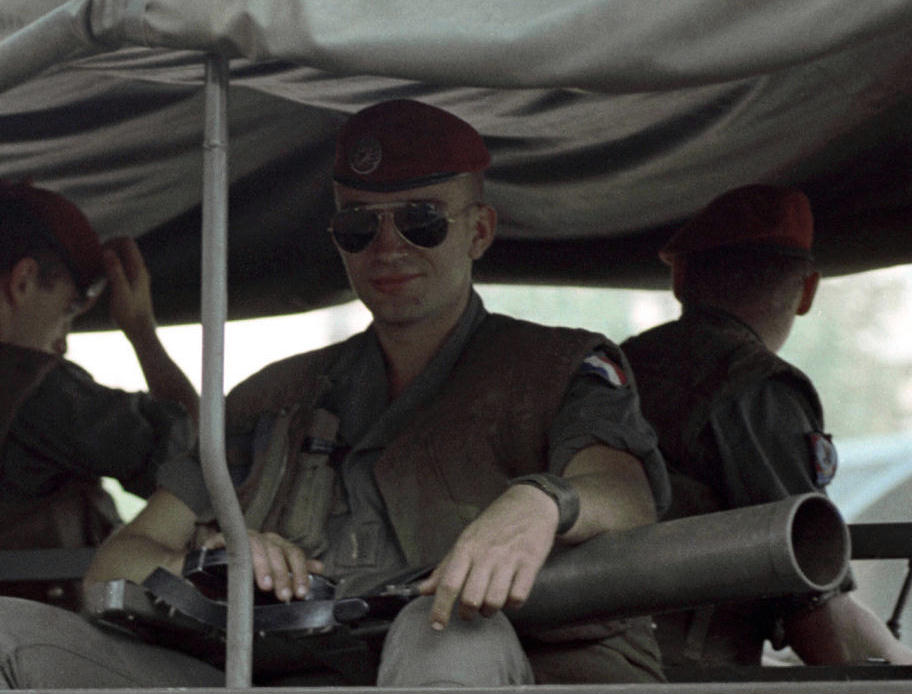
1983年，一名裝備了LRAC F1的法國士兵。

在擊發以後，移除火箭彈容器，並且重新插上新的火箭彈容器。發射器具有大約130次的發射壽命，壽終之後移除光学瞄準鏡並且丟棄發射器。然後可以將光學瞄準器安裝到新的發射器上。
Luchaire SA亦為發射器研發了許多其他火箭彈，包括雙用途的人員殺傷／反載具（APAV）火箭彈，其彈頭包含1,600枚鋼珠和一顆較小的高爆反坦克反裝甲彈頭。鋼珠的致命半徑範圍約為20米，而锥形装药則可貫穿厚達100毫米的鋼板。另外還研發了煙霧彈，可產生大約35秒的煙霧；以及30秒以內產生300,000坎德拉光度的照明彈。

## 服役中使用
除了法國陸軍和希腊陆军以外，還有許多其他軍隊都採用了LRAC F1，尤其是在非洲的前法國殖民地。在1982年至1983年，法國對黎巴嫩的干預行動期間，許多記者在報導當將LRAC F1誤稱為MILAN線導式反坦克导弹。自2008年以來，瑞典AT4-CS（密閉空間）個人反坦克武器和射程達到600公尺的ERYX線導式反坦克導彈已經取代LRAC F1，成為法國軍方的制式短程和超短距離反坦克及突擊武器。但在2013年藪貓行動的期間，一些LRAC仍在使用。

## 使用國
- [11]
- 布吉納法索[11]
- 喀麦隆[11]
- [11]
- [12][11]
- 中非：[11]在1981年至1983年之間收到100具。[13]
- [11]
- 加彭[11]
- 希腊
- 印度尼西亞[14]
- [11]
- 法國
- 马达加斯加[11]
- 摩洛哥[15][11]
- 尼日尔[16]
- 奈及利亞[11]
- 塞内加尔[11]
- 多哥[11]
- 突尼西亞[11]
- [11]

### 可比武器
- 卡爾·古斯塔夫無後座力炮
- Mk 153肩射多用途攻擊武器[17]
- 布雷達迅雷無後座力炮
- RPG-29[18]
- M79反坦克火箭筒[19]
- 丹尼爾FT5反坦克火箭筒（英语：Denel FT5）[20]

### 其他
- 黃蜂58反坦克火箭筒
- 73毫米LRAC反坦克火箭筒（英语：73mm LRAC）
- APILAS反坦克火箭筒（英语：APILAS）
- Dard 120反坦克火箭筒（英语：Dard 120）
- 98式反坦克火箭筒
- 98A式反坦克火箭筒
- 巴祖卡火箭筒
- M20超級巴祖卡火箭筒
- 鐵拳44火箭筒
- 鐵拳三型火箭筒
- 坦克殺手
- RPG-2
- RPG-7
- RPG-16
- RPG-32
- 肩射多用途攻擊武器
- 紅隼反裝甲火箭

## 資料來源
1. ↑  .   [2019-08-17]. （原始内容存档于2013-12-05）.
2. 1 2 3 4  TTA 150 （页面存档备份，存于）, p. 63
3. ↑  附注——AC300「木星」是1980年代中期由德國MBB和法國Luchaire所聯合研發，是將一枚米蘭2式的彈頭安裝在十字弓火箭彈發射器以上的反坦克武器，但從未投入生產
4. ↑  Luchaire produces the different rocket projectiles for the LRAC F1 and Manufacture Nationale-d'Armes de Saint Etienne the launcher - both firms are now part of GIAT Industries
5. ↑  Archer, Denis H R (编). . London: Macdonald and Jane's. 1976: 576–578. ISBN 978-0354005319.
6. ↑  The sight developed for the ACL-APX was adopted for the LRAC F1.
7. ↑  .   [2019-08-17]. （原始内容存档于2019-09-14）. 外部链接存在于|title= (帮助)
8. ↑  簡氏步兵武器1991-1992（Jane's Infantry Weapons 1991–1992）詳細說明貫穿力的細節：先貫穿與水平方向成65度的單層重型標靶，以及接著的7塊10毫米後續鋼板；然後是雙層重型標靶，以及接著的4塊後續鋼板；最後是雙層中型標靶，以及接著的8塊後續鋼板。
9. ↑  1980年代中期，Luchaire SA研發了一款新型的反坦克火箭彈，其具有貫穿600毫米的裝甲板的驚人破壞力。但由於這仍然不足以在正面交戰當中擊破俄羅斯T-62與T-72主戰坦克，它並無獲投入生產。
10. ↑  Capdeville, Thibault.  (PDF). Fantassins. No. 32. Spring 2014: 55–58  [2019-08-17]. （原始内容 (PDF)存档于2018-12-15）.
11. 1 2 3 4 5 6 7 8 9 10 11 12 13 14 15 16  Shea, Dan. . Small Arms Review. Vol. 13 no. 5. February 2010  [2019-08-17]. （原始内容存档于2019-10-18）.
12. ↑  Allam-Mi, Ahmad. . L'Harmattan. April 2014: 328, 367. ISBN 978-2-343-03157-6 （法语）.
13. ↑  輕武器調查.  (PDF). . 牛津大學出版社. 2005: 315  [2019-08-17]. ISBN 978-0-19-928085-8. （原始内容存档于2018-08-30）.
14. ↑  Conboy, Kenneth. . Elite 33. 魚鷹出版. 24 Jan 1991: 24. ISBN 9781855321069.
15. ↑  安東尼·考茲曼. . Bloomsbury Publishing. 2016: 112  [2019-08-17]. ISBN 978-1-4742-9257-3. （原始内容存档于2018-12-15）.
16. ↑  . 2007-2014  [2019-08-17]. （原始内容存档于2016-11-24）.
17. ↑  這款以色列—美國聯合研製的武器在概念和設計上類似於LRAC F1。
18. ↑  雖然這款俄羅斯武器在設計和概念上看起來與LRAC F1類似，但它所發射的並非如此——裝填的火箭彈反而像是二戰和韓戰的巴祖卡火箭筒
19. ↑  這款前南斯拉夫製造的反坦克武器在概念和設計上與法國LRAC F1最為相似，被敘利亞的叛亂分子所大量使用。
20. ↑  一款源自LRAC-F1的南非反坦克武器。

## 外部連結
- （英文）—weaponsystems.net－LRAC （页面存档备份，存于）
- （英文）—Military, Security and Civilian Guns and Equipment—LRAC 89-F1 (Lance-Roquettes AntiChar de 89mm modele F1) （页面存档备份，存于）